# Szabadság Párt (Litvánia)
A Szabadság Párt (litvánul Laisvės Partija) egy politikai párt Litvániában, melyet 2019-ben alapítottak olyan politikusok, akik korábban a Liberális Mozgalomban politizáltak.

## A párt elnökei
- Aušrinė Armonaitė (2019–2024)
- Vytautas Mitalas (2024–)

## Választási eredmények
| Választás éve | Szavazatok száma | Szavazatok aránya | Mandátumok száma | Parlamenti státusz |
| ------------- | ---------------- | ----------------- | ---------------- | ------------------ |
| 2020          | 107 057          | 9,45%             | 11               | kormánypárt        |
| 2024          | 55 845           | 4,62%             | 0                | nem jutott be      |